# Blackwater Lake (Neuseeland)
Der Blackwater Lake ist ein See im Selwyn District der Region Canterbury auf der Südinsel von Neuseeland.

## Geographie
Der Blackwater Lake befindet sich westlich des Waimakariri River und km südwestlich der Mündung des Esk River in den Waimakariri River. Der auf einer Höhe von 678 m liegende See erstreckt sich über eine Fläche von rund 14,2 Hektar. Sein Seeumfang beträgt 1,59 km, seine Länge in Südwest-Nordost-Richtung rund 565 m und seine maximale Breite in Nordwest-Südost-Richtung rund 310 m.
Der See verfügt über einen Zufluss an seiner Südostseite. Einen regelrechten Abfluss besitzt der See nicht. In einem Abstand von rund 10 m  nördlich angrenzend befindet sich ein rund 3,56 Hektar großer Nachbarsee und östlich vom Blackwater Lake sind drei kleinere Seen zu finden, die alle in ihrer Größe nicht über die 0,3 Hektar hinauskommen.